# أولفيلاس
أولفيلاس ( ق. 311 ) ،  تنطق أيضًا أولفيلاسا و أولفيلسو بالهجاء اللاتيني لـ اللغة القوطية غير المعتمد * 𐍅𐌿𐌻𐍆𐌹𐌻𐌰 ولفيلاسا ، حرفياً" الثعلب الصغير" ،  كان قوطيًا من أصل يوناني كابادوكى عمل أسقفًا ومبشرًا ، شارك في الجدل الآريوسي ، ويُنسب إليه الفضل في ترجمة الكتاب المقدس إلى اللغة القوطية . طور الأبجدية القوطية - مخترعًا نظام كتابة يعتمد على الأبجدية اليونانية - من أجل ترجمة الكتاب المقدس إلى اللغة القوطية. على الرغم من أن ترجمة الكتاب المقدس إلى اللغة القوطية تُنسب تقليديًا إلى أولفيلاس، فإن تحليل نص الكتاب المقدس القوطي يشير إلى مشاركة فريق من المترجمين ، ربما تحت إشرافه.

## سيرته الشخصية

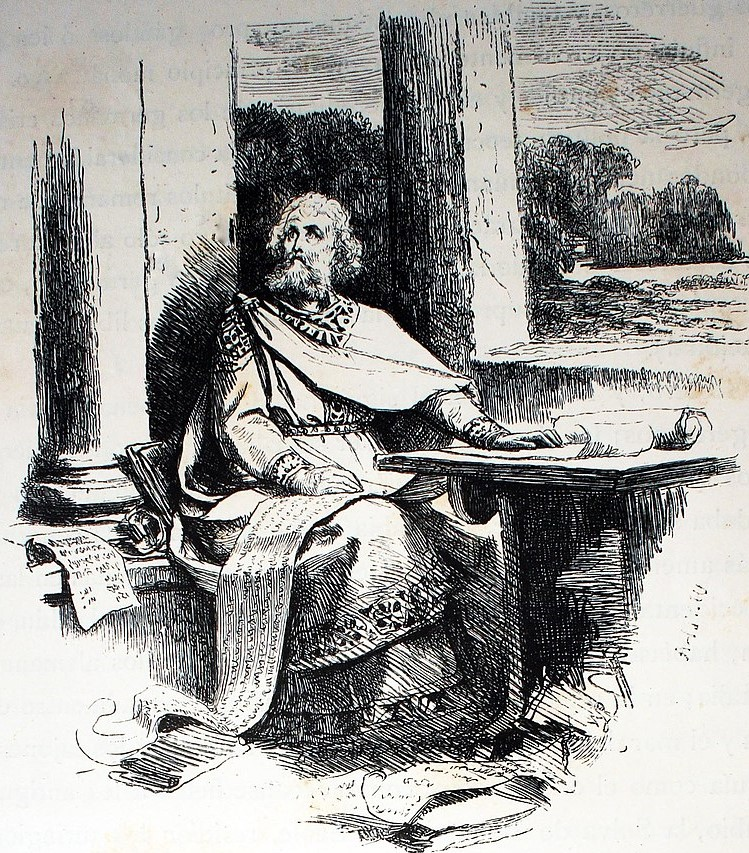
أولفيلاس ترجم الكتاب المقدس ، بقلم ويلهيلم ليندنشميت ، ١٨٧٩

كان والدا أولفيلاس من أصل غير قوطي. ربما تحدث ببعض اليونانية في دائرة عائلته ، حيث كانوا من أصل يوناني ؛ من المحتمل أنه كان قادرًا على الاعتماد على التعليم الرسمي باللغتين اللاتينية واليونانية في خلق اللغة القوطية كلغة أدبية. كان فيلوستورجيوس ، الذي ندين له بالكثير من المعلومات المهمة عن أولفيلاس ، كابادوكيًا. كان يعلم أن أسلاف أولفيلاس قد أتوا أيضًا من كابادوكيا ، وهي منطقة كان المجتمع القوطي يحتفظ بها دائمًا بعلاقات وثيقة. تم القبض على والداه من خلال نهب القوط في قرية سادقلوثينا  في منطقة مدينة بارناسوس (بالقرب من العصر الحديث ) وتم نقلهما إلى ترانسدانوبيا (الأراضي التي يسيطر عليها القوط شمال نهر الدانوب في وحول مونتينيا الحديثة) . من المفترض أن حدث هذا في عام 264. نشأ كقوطي ، وأصبح فيما بعد بارعًا في كل من اليونانية واللاتينية . حول أولفيلاس الكثيرين بين القوط ووعظ الآريوسية ، والتي عندما وصلوا إلى غرب البحر الأبيض المتوسط ، فصلتهم عن جيرانهم وموضوعاتهم الأرثوذكسية .
تم رسم اولفيلاس أسقفًا من قبل يوسابيوس النيقوميدي (الذي عمد الإمبراطور قسطنطين ) وعاد إلى قومه للعمل كمبشر. في عام 348 ، بعد سبع سنوات كمبشر ، طُرد أولفيلا من المنطقة القوطية من أجل الهروب من الاضطهاد الديني من قبل زعيم قوطي ، ربما أثاناريك . يمكن بالتأكيد أن يكون لهذا الحادث فارق بسيط من الناحية السياسية ، ربما رأى القوطي نشاط أولفيلاس كشكل من أشكال التسلل الروماني. حصل اولفيلاس على إذن من قسطنطينوس الثاني للهجرة مع قطيعه من المتحولين من شمال الدانوب إلى مويسيا والاستقرار بالقرب من نيكوبوليس أد إستروم في شمال بلغاريا الحديث. هناك ابتكر أولفيلاس الأبجدية القوطية  وأشرف على ترجمة الكتاب المقدس من اليونانية إلى اللغة القوطية ، والتي قام بها مجموعة من المترجمين. نجت أجزاء من ترجمة الكتاب المقدس القوطية ، ولا سيما المخطوطة الأرجنتينية المحفوظة منذ عام 1648 في مكتبة جامعة أوبسالا في السويد . تم العثور على صفحة مخطوطة من هذا الكتاب المقدس في عام 1971 في كاتدرائية شباير .